# Packet Layer Protocol
Packet Layer Protocol nebo PLP je protokol síťové vrstvy sady protokolů X.25. PLP řídí výměnu paketů mezi KZD (data terminál) zařízení virtuálním okruhem (VC). PLP může být také používáno na ISDN s použitím Link Access Procedures - D Channel (LAPD).

## PLP režimy
Existuje 5 režimů PLP: vytváření spojení, přenos dat, nečinný, rušení spojení a restart.
- Režim vytváření spojení (anglicky Call setup mode) používá se pro vytvoření virtuálního okruhu (VC) mezi dvěma KZD. PLP používá pro vytváření virtuálního okruhu X.121 adresy tvořené 14místnými čísly.
- Režim přenosu dat (anglicky Data transfer mode) je používán pro přenos dat virtuálním okruhem mezi dvěma KZD. Na této úrovni PLP zpracovává segmentaci a skládání segmentů, vkládání bitů, řízení chyb a řízení toku dat.
- Nečinný režim (anglicky Idle mode) se používá, když je vytvořen virtuální okruh, ale neprobíhá žádný přenos dat.
- Režim rušení spojení (anglicky Call clearing mode) se používá pro ukončení relace mezi dvěma KZD a pro zrušení virtuálního okruhu.
- Restart režim (anglicky Restarting mode) je používán pro synchronizaci přenosu mezi dvěma KZD a k nim připojenými UZD (modemy).

## Pole PLP paketu
PLP paket má 4 typy polí:
- Obecný identifikátor formátu (anglicky General Format Identifier, GFI): identifikuje parametry paketu (zda obsahuje data nebo řídicí informace), jaký typ protokolu s posuvným okénkem se používá, a zda se mají doručovat potvrzení.
- Identifikátor logického kanálu (anglicky Logical Channel Identifier, LCI): identifikuje virtuální okruh přes lokální KZD/UZD rozhraní.
- identifikátor typu paketu (anglicky Packet Type Identifier, PTI): Identifikuje typ PLP paketu (existuje 17 různých typů).
- Uživatelská data (anglicky User Data): obsahuje zapouzdřená data vyšší vrstvy informace když existuje uživatelská data přítomný, jinak přídavný pole obsahující řídicí informace jsou přidala.